# Campionato Sudamericano 1975 (hockey su pista)
Il campionato sudamericano di hockey su pista 1975 è stata la 10ª edizione del torneo di hockey su pista per squadre nazionali maschili sudamericane. Il torneo si è svolto in Argentina a Mar del Plata dall'11 al 15 dicembre 1975.
A vincere il torneo fu l'Argentina per la quinta volta nella sua storia precedendo in classifica il Brasile.

## Formula
Il campionato Sudamericano 1975 fu disputato da tre selezioni nazionali tramite la formula del girone all'italiana con gare di andata e ritorno. Vennero attribuiti due punti per l'incontro vinto, uno per l'incontro pareggiato e zero in caso di sconfitta. La prima squadra classificata venne proclamata campione.

## Squadre partecipanti
| Pr. | Squadra   | Partecipazioni precedenti al torneo                  |
| --- | --------- | ---------------------------------------------------- |
| 1   | Argentina | 1956, 1959, 1963, 1966, 1967, 1969, 1971, 1973       |
| 2   | Brasile   | 1954, 1956, 1959, 1966, 1967, 1969, 1971, 1973       |
| 3   | Cile      | 1954, 1956, 1959, 1963, 1966, 1967, 1969, 1971, 1973 |

Nota bene: nella sezione "partecipazioni precedenti al torneo" le date in grassetto indicano la squadra che ha vinto quell'edizione del torneo

## Svolgimento del torneo

### Classifica finale
| Pos. | Squadra   | Pt | G | V | N | P | GF | GS | DR |
| ---- | --------- | -- | - | - | - | - | -- | -- | -- |
| 1.   | Argentina | 8  | 4 | 4 | 0 | 0 | 7  | 3  | +4 |
| 2.   | Brasile   | 4  | 4 | 2 | 0 | 2 | 8  | 6  | +2 |
| 3.   | Cile      | 0  | 4 | 0 | 0 | 4 | 3  | 9  | -6 |

### Risultati
| Mar del Plata 11 dicembre 1975 | Argentina | 1 – 0 | Brasile |  |

| Mar del Plata 12 dicembre 1975 | Argentina | 2 – 1 | Cile |  |

| Mar del Plata 13 dicembre 1975 | Brasile | 2 – 1 | Cile |  |

| Mar del Plata 14 dicembre 1975 | Brasile | 4 – 1 | Cile |  |

| Mar del Plata 14 dicembre 1975 | Argentina | 1 – 0 | Cile |  |

| Mar del Plata 15 dicembre 1975 | Argentina | 3 – 2 | Brasile |  |